# اریش انگل
اریش انگل (آلمانی: Erich Engel; ۱۴ فوریهٔ ۱۸۹۱ – ۱۰ مهٔ ۱۹۶۶) کارگردان فیلم و کارگردان نمایش اهل آلمان بود.